# Heinrich Horvatin
Heinrich Horvatin (* um 1890 in Frankfurt am Main; † um 1970) war ein deutscher Architekt der Moderne, der besonders mit römisch-katholischen Sakralbauten hervortrat. Zusammen mit Josef Bachem war er im Berliner Raum unter anderem an den Kirchen St. Augustinus und St. Martin beteiligt. Horvatin gilt als Vertreter des Expressionismus.

## Leben und Wirken

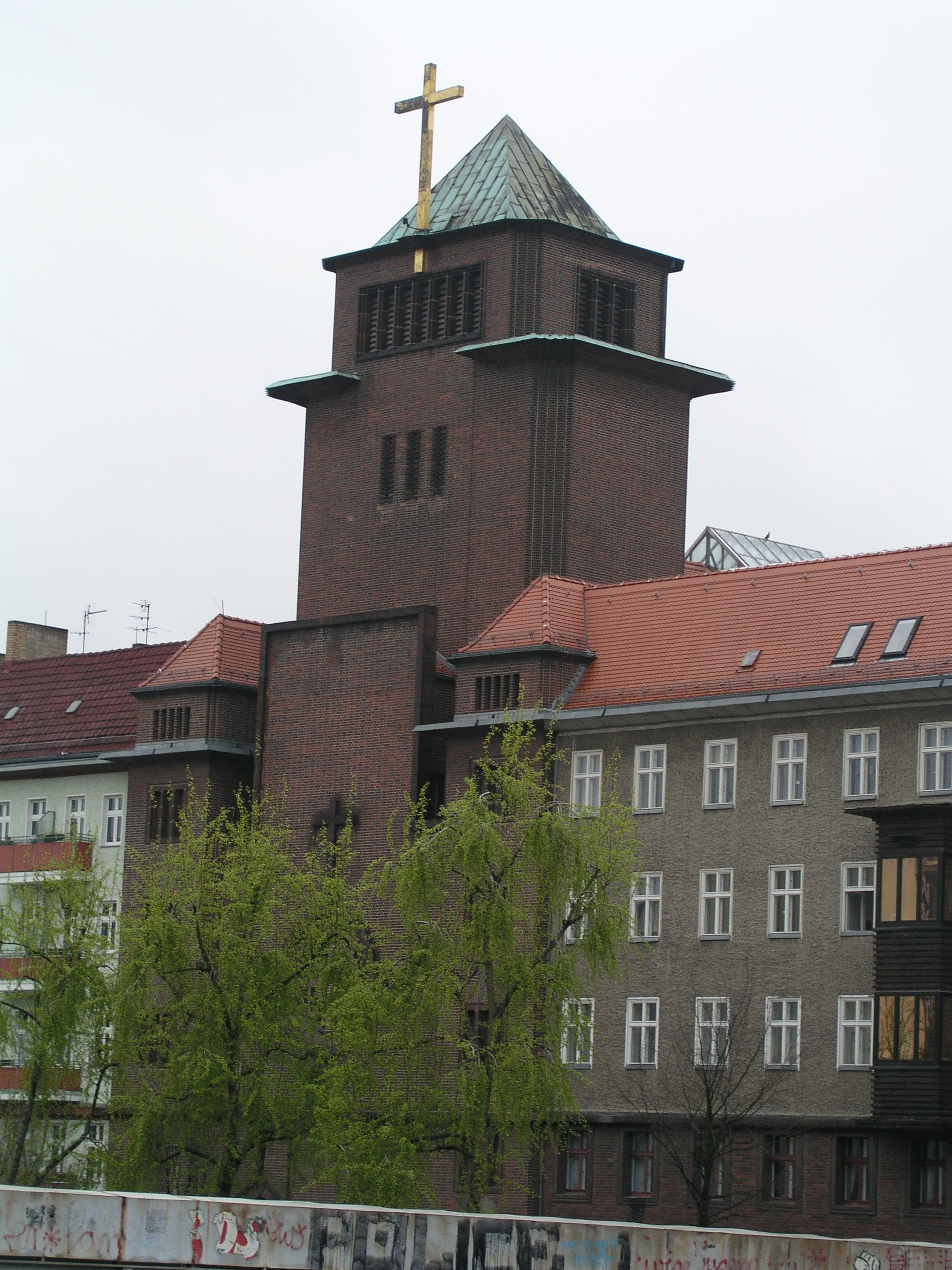
St. Augustinus, Berlin-Prenzlauer Berg

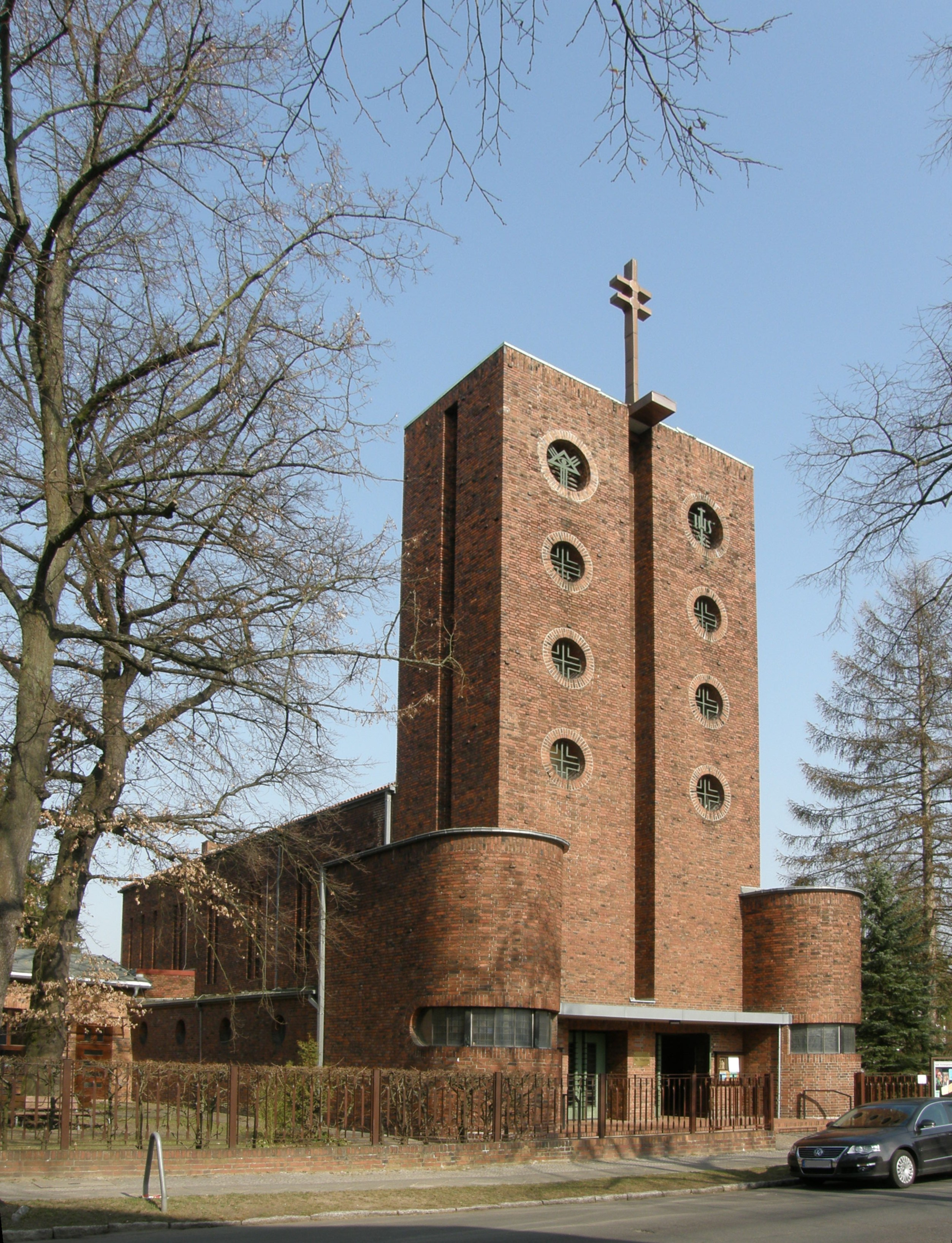
St. Martin,
Berlin-Kaulsdorf

Nach dem Architekturstudium an der Technischen Hochschule Berlin-Charlottenburg trat Horvatin 1919 in das Berliner Architekturbüro von Josef Bachem ein. Sie entwarfen und bauten anfangs vor allem Villen und Mehrfamilienhäuser für private Bauherren und beteiligten sich gleichzeitig an Architektenwettbewerben. Mit ihrem unkonventionellen Entwurf für die St.-Augustinus-Kirche gewannen sie den ersten Preis und konnten den ersten großen Auftrag ausführen. Damit wurden sie in den Kirchengemeinden bekannt und weitere Aufträge folgten. Ihre Entwürfe setzten konsequent auf Elemente der Neuen Sachlichkeit. Bachem und Horvatin verzichteten sowohl auf traditionelle Kirchbauformen als auch auf althergebrachte Dekorelemente.
In den Berliner Adressbüchern zwischen 1936 und 1943 wurde Horvatin unter der Adresse Stallupöner Allee 47 (Mehrfamilienhaus) in Berlin-Westend geführt. Weitere Adressbuch-Einträge waren im Jahr 1936 die Motzstraße 43 (ein Schutzvereinshaus) und 1940 die Dragonerstraße 10.
Nach dem Ende des Zweiten Weltkriegs kehrte Horvatin nach Frankfurt zurück. Mit seinem neuen Büropartner Carl Rummel realisierte er in den 1950er Jahren weitere Kirchenbauten im Frankfurter Umland.

## Bauten und Entwürfe
- 1927–1928: Katholische Kirche St. Augustinus in Berlin-Prenzlauer Berg, Bezirk Pankow, Dänenstraße 17/18
- 1929–1930: Katholische Kirche St. Martin in Berlin-Kaulsdorf, Giesestraße 47
Bachem und Horvatin schufen mit St. Martin einen bedeutenden Kirchenbau der Neuen Sachlichkeit. Sie verzichteten auf einen geschlossenen Baukörper und wählten stattdessen eine Kette von unmittelbar miteinander in Beziehung gesetzten Einzelbaukörpern. Die Turmfront des ornamentlosen Klinkerbaues wird von einem schmalen Fensterschlitz vertikal geteilt und steht der Straße zugewandt.
- 1951: Katholische Kirche St. Nikolaus in Eschborn
Der Bau geht auf mehrjährige Planungen von Horvatin und Rummel zurück, die auch die Bauausführung leiteten.[7][8]
- 1953: Katholische Kirche St. Martinus Christ-König in Okriftel[9]
- 1953: Maria-Rosenkranz-Kirche in Frankfurt-Seckbach (zusammen mit Carl Rummel)